# Szczepan Kowalczyk

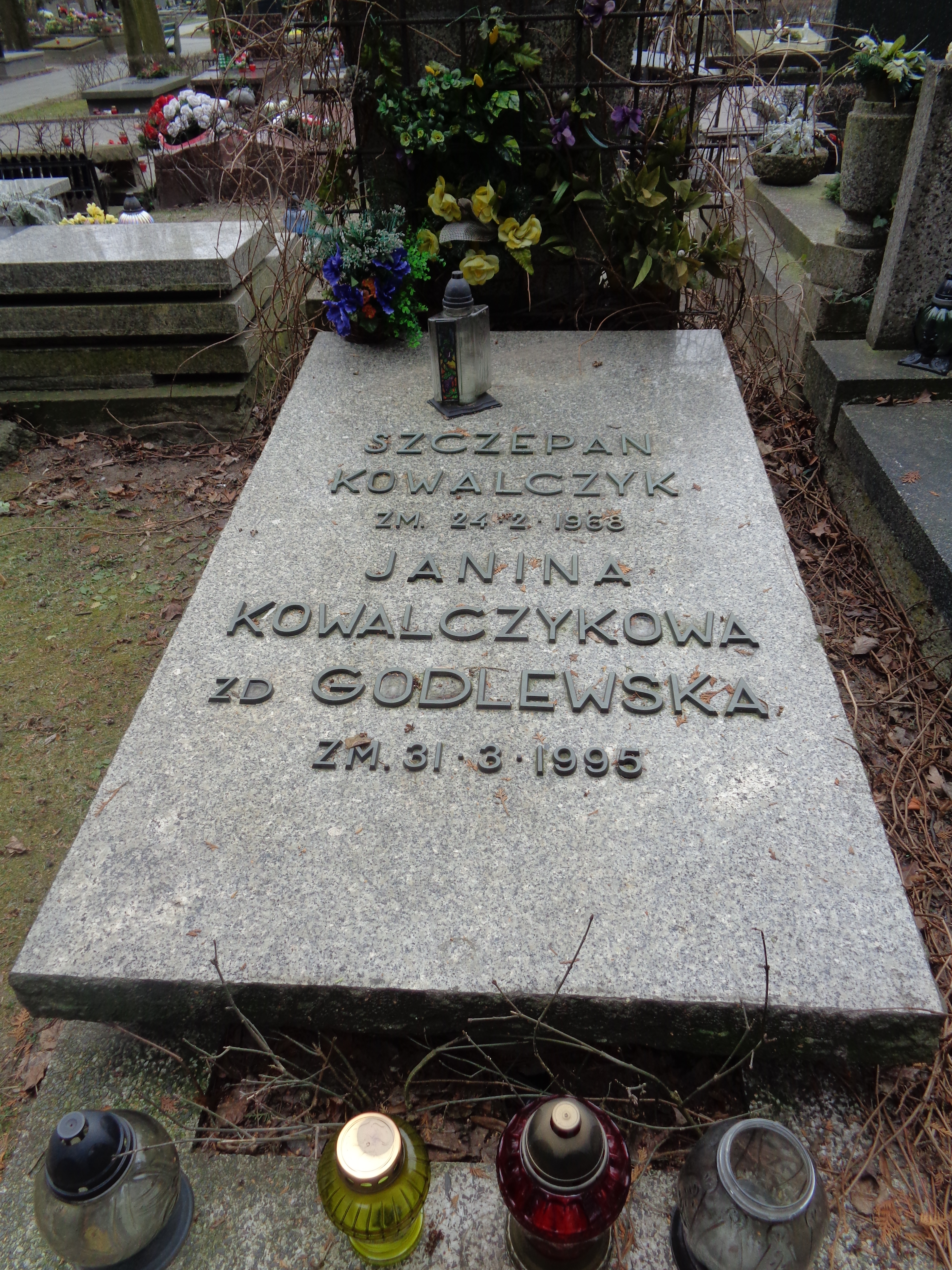
Grób Szczepana Kowalczyka na wojskowych Powązkach

Szczepan Kowalczyk (ur. 3 sierpnia 1895 w Korytnicy, zm. 24 lutego 1968 w Warszawie) – sekretarz Zarządu Głównego ZNP (1956–1960).
W 1915 ukończył seminarium nauczycielskie w Siennicy, później był nauczycielem w Olszanicach, usunięty przez Niemców za zorganizowanie bojkotu niemieckich podręczników i map. Od września 1918 nauczyciel w prywatnej szkole w Kałuszynie, gdzie wkrótce wstąpił do SDKPiL. Był przewodniczącym Rady Delegatów Robotniczych i organizatorem Milicji Ludowej, za co został aresztowany, po zwolnieniu pracował w Pruszkowie w szkole podstawowej. Jesienią 1919 ponownie aresztowany pod zarzutem działalności w KPRP, 10 lipca 1920 skazany na 5 lat z zaliczeniem aresztu, rok później zwolniony po apelacji. Pracował jako nauczyciel w Warszawie, działał w Związku Polskiego Nauczycielstwa Szkół Powszechnych (ZPNSP), członek Zarządu Oddziału Stołecznego ZPNSP. W maju 1930 został usunięty ze związku za odmowę odwołania zarzutów pod adresem kierownictwa ZNPSP, działał w Czerwonej Pomocy (sekcji MOPR), w latach 1935–1937 współpracował z „Miesięcznikiem Nauczycielskim”. Skończył Wyższe Kursy Nauczycielskie i dwuletnie Kolegium Pedagogiczne WWP, około 1936 wydalony z KPP. Podczas okupacji uczestniczył w tajnym nauczaniu i pomagał ukrywającym się Żydom, jako żołnierz AK brał udział w powstaniu warszawskim. Po upadku powstania przez kilka miesięcy przebywał w Krakowie, po powrocie do Warszawy w marcu 1945 został naczelnikiem Wydziału Szkół Powszechnych i wizytatorem Kuratorium Okręgu Szkolnego, od maja 1946 do stycznia 1949 inspektor szkolny na miasto stołeczne Warszawę. Od czerwca 1946 w PPS, aktywista Koła Nauczycieli PPS, wydalony z partii zaraz przed Zjazdem Zjednoczeniowym PPR i PPS. Od 1947 magister Wydziału Pedagogicznego UW, został kierownikiem szkoły podstawowej dla dorosłych, poza tym od lipca 1949 do października 1951 pracował jako sekretarz działu dydaktycznego w Instytucie Wydawniczym „Nasza Księgarnia”. W latach 1951–1956 starszy redaktor sekcji pedagogicznej ZWS, od 29 listopada 1956 do 20 grudnia 1960 sekretarz Zarządu Głównego ZNP, później kierownik szkoły dla dorosłych. Odznaczony Krzyżem Kawalerskim Orderu Odrodzenia Polski (1957).
Pochowany na wojskowych Powązkach (kwatera A29-7-7).